# Juan Carlos Ghielmetti
Juan Carlos Ghielmetti (nacido en Rosario el 20 de abril de 1957) es un exfutbolista argentino. Jugaba como defensor y su primer club fue Rosario Central, con el que fue campeón de Primera División de Argentina en 1980.

## Carrera
Se desempeñaba como marcador de punta derecha; demostraba como características gran velocidad y capacidad para defender y atacar por su sector.
Tuvo su debut en la penúltima fecha de la fase de grupos del Nacional 1978, cuando el canalla ya se encontraba eliminado. Fue ante Deportivo Roca de Río Negro (0-1) y el entrenador centralista fue Carlos Timoteo Griguol. Ya en 1979 comenzó a ser habitual titular en la formación auriazul, siendo partícipe del equipo dirigido por Ángel Tulio Zof denominado La Sinfónica, que se coronó campeón en el Nacional 1980. En dicho torneo marcó su primer gol; fue en el clásico rosarino ante Newell's Old Boys disputado el 7 de diciembre, válido por el encuentro de ida de la semifinal del campeonato. Ghielmetti convirtió el primer gol en el triunfo centralista 3-0. En la revancha, Central caería 0-1 y de esta forma pasó a la final ante Racing de Córdoba, al que venció con el Tuna como titular. Compartió defensa habitualmente con Oscar Craiyacich, Edgardo Bauza y el Chiquilín García. 
En 1981 jugó la Copa Libertadores y luego prosiguió en el club a pesar de que con el paso de los torneos la dirigencia fue desmantelando al plantel campeón, actitud que desembocó en campañas irregulares que decretaron la pérdida de categoría en 1984. Tras una marcada renovación de ese último equipo, Ghielmetti fue uno de los pocos futbolistas de experiencia que se mantuvo de cara a la temporada de la Primera B 1985. En el equipo entrenado por Pedro Marchetta disputó 35 de los 42 partidos de Central en el torneo, consiguiendo el título y el ascenso a Primera División con holgura.
Al finalizar el año, Ghielmetti dejó Central luego de ocho temporadas en el plantel mayor del club, habiendo disputado 275 partidos y marcado 3 goles. Es el undécimo futbolista con más partidos en el club en competencias oficiales desde 1939 a la fecha.
En 1986 jugó una temporada para Belgrano de Córdoba.

## Clubes
| Club            | País      | Año       |
| --------------- | --------- | --------- |
| Rosario Central | Argentina | 1978-1985 |
| Belgrano        | Argentina | 1986      |

## Palmarés
| Título           | Equipo                | País      | Año    |
| ---------------- | --------------------- | --------- | ------ |
| Primera División | C. A. Rosario Central | Argentina | N-1980 |
| Primera B        | C. A. Rosario Central | Argentina | 1985   |